# تپه ماغال باشی سفلی
تپه ماغال باشی سفلی مربوط به دوره ساسانیان - سده‌های اولیه دوران‌های تاریخی پس از اسلام است و در شهرستان گرمی، بخش مرکزی، دهستان آنی، روستای تپه واقع شده و این اثر در تاریخ ۱۸ اسفند ۱۳۸۷ با شمارهٔ ثبت ۲۴۹۵۸ به‌عنوان یکی از آثار ملی ایران به ثبت رسیده است.